# Ditrichophora simiaceps
Ditrichophora simiaceps är en tvåvingeart som beskrevs av Cresson 1940. Ditrichophora simiaceps ingår i släktet Ditrichophora och familjen vattenflugor. Inga underarter finns listade i Catalogue of Life.